# Lioubokhna
Lioubokhna (en russe : Любохна́) est une commune urbaine du raïon de Diatkovo, dans l'oblast de Briansk, en Russie. Sa population s'élevait à 6 059 habitants en 2016.

## Géographie
Station ferroviaire sur la ligne Briansk — Viazma à 41 km au nord de Briansk.

## Histoire
Attesté depuis 1626, en tant que hameau. Village depuis 1857. Statut de communauté urbaine depuis 1939.
Lioubokhna a été classée par le gouvernement russe en 2014 dans la catégorie des municipalités mono-activités dans une situation socio-économique des plus difficiles (russe : моногород, monogorod).

## Population
| Population | Population | Population | Population | Population | Population | Population |
| 1959       | 1970       | 1979       | 1989       | 2002       | 2009       | 2010       |
| ---------- | ---------- | ---------- | ---------- | ---------- | ---------- | ---------- |
| 3854       | ↗4843      | ↗5248      | ↗5377      | ↘5293      | ↗5552      | ↘5446      |
| 2011       | 2012       | 2013       | 2014       | 2015       | 2016       |            |
| ↗5532      | ↗5736      | ↗5933      | ↗6215      | ↗6394      | ↗6509      |            |

- Sources : 1959[3], 1970[4], 1979[5], 1989[6], 2009 et suivantes[7], 2016[1]

## Économie
La société publique par action Santekhlit (russe : Сантехлит), qui y produisait des radiateurs de chauffage et des sabots de freins pour locomotives, a été liquidée et démantelée.

## Culture et éducation
Le collège secondaire d'enseignement général no 1 Aleksandre Alekseievitch Golovatchev est installé au centre de la communauté rurale.

## Lieux remarquables
- Maison de la culture Liteïchik
- Square Golovatchev
- Obélisque Gagarine
- Stèle
- Construction à côté de l'établissement de Santekhlit, illustrant l'union de trois générations d'ouvriers